# Забине Бергман-Пол
Забине Бергман-Пол (на немски: Sabine Bergmann-Pohl; родена в Айзенах, Тюрингия, на 20 април 1946) е германски политик, член на Християндемократическия съюз в бившата Източна Германия.
Със закриването на Държавния съвет на ГДР тя е избрана за председател на парламента на ГДР и в това си качество е последният държавен глава на Германската демократична република от 5 април 1990 г. до Обединението на Германия на 3 октомври 1990 г.
Бергман-Пол е министър по специалните въпроси в правителството на Хелмут Кол през периода от 1990 до 1991 г. Заема длъжността парламентарен секретар на Министерството на здравеопазването (1991 – 1998). Депутат е в Бундестага от 1998 до 2002 г.